# Valea Ciorii
Valea Ciorii là một xã thuộc hạt Ialomița, România. Dân số thời điểm năm 2002 là 2017 người.